# Szászvár
Szászvár je veliko selo u južnoj Mađarskoj. 
Zauzima površinu od 21,17 km četvornih.

## Zemljopisni položaj
Nalazi se u sjeveroistočnom podnožju gore Mečeka (mađ. Mecsek), na 46°16' sjeverne zemljopisne širine i 18°22' istočne zemljopisne dužine. U neposrednom susjedstvu na zapadu se nalazi Vikinj, a nešto sjevernije je Tofij.

## Upravna organizacija
Upravno pripada komlovskoj mikroregiji] u Baranjskoj županiji. Poštanski broj je 7349.
1947. je Szászváru pripojeno selo Császta. 1974. su Szászvár i selo Máza spojeni u jedno selo, Mázaszászvár, a 1991. su ponovno odvojeni.

## Stanovništvo
U Szászváru živi 2696 stanovnika (2005.). Većinu čine Mađari. Nijemaca je 6%, a Roma 1,7%. Nijemci i Romi imaju svoje manjinske samouprave. U selu živi još po 0,2% Hrvata i Rumunja. Rimokatolici čine blizu 2/3, kalvinista je 3,4%, luterana 3,2% nekoliko grkokatolika, bez vjere 16% te nepoznato za 13%.

## Vanjske poveznice
- (mađ.) Szászvár Önkormányzatának honlapja
- (mađ.) Szászvár a Vendégvárón  Arhivirana inačica izvorne stranice od 23. lipnja 2006. (Wayback Machine)
- (mađ.) Légifotók Szászvárról

- Szászvár na fallingrain.com